# Tillsammans är man mindre ensam
Tillsammans är man mindre ensam (franska: Ensemble, c'est tout) är en roman av Anna Gavalda som publicerades på franska 2004, och i svensk översättning av Maria Björkman 2005. Den filmatiserades med samma namn 2007 med bland andra Audrey Tautou i huvudrollen.
2004 var boken den näst mest sålda bok i Frankrike efter Da Vinci-koden. Franska kritiker har hyllat den, men på sina ställen, såsom i SvD, har den mött bitande kritik för sina klichéartade skildringar och sin alltför optimistiska framtoning.

## Handling
Huvudpersonen Camille är en anorektisk ung kvinna som brutit med sin överklassbakgrund och jobbar som städerska på ett kontor och bor i en oeldad vindsvåning. Hon kämpar med både sina egna och sin omgivnings neuroser. Den stammande, belästa Philibert, som härstammar från aristokratin men säljer vykort utanför ett museum, övervinner sin blyghet och bär ner Camille, som plågas av en svår influensa, från hennes vindsvåning till sin stora lägenhet som ägs av släkten. Där bor även den stilige men buttre kocken Franck, som till en början inte alls går ihop med Camille. Franck är dock vredgad över att hans älskade mormor placerats på ett äldreboende, och när Camille säger upp sig för att ta hand om henne hemma minskar hans vrede, och hon och Franck blir successivt allt mer förälskade i varandra. Alla romanens personer tar sig från absolut ensamhet i romanens början till den svårvunna sanningen att "tillsammans är man mindre ensam."

## Bakgrund
Gavalda har i intervjuer sagt att anledningen till att hon skrev romanen var att efter att hon sett en film på bio av den jugoslaviska regissören Emir Kusturica kom ut glad - och då kom till insikt om att det är mycket svårare att skriva en roman som får en att bli glad än som får en att bli ledsen. Som influens hade hon den unga Belfastförfattaren Robert McLiam Wilson och dennes roman Eureka Street. Hon ville även inkludera en "Mugette" - en äldre kvinna som dog ensam under värmeböljorna i Paris 2003, och valde därför att ta med mormodern Paulette i romanen.

## Mottagande
Franska kritiker har hyllat romanen, som var näst mest sålda bok efter Da Vinci-koden i Frankrike när den släpptes 2004, med över en halv miljon sålda exemplar och översatt till över trettio språk. Gerry Feehily recenserade boken i The Independent och jämförde den med Candides teman och idéer: "Men Voltaire retades med oss. Candide är en blåögd idiot vars idealism slås i bitar av skräcken i det absolutistiska Europa - hans resignation är oundviklig. För Gavalda är resignationen - längtan efter inaktivitet - en dygd. Hennes världsvida läsarskara tyder på att hon har anspelat på en känsla många människor delar." Feehily menar dock att den till för hög grad är stereotyp och anspelar på fördomar.
Svenska kritiker har inte varit lika positiva. Thomas Lunderquist på SvD var bitande hård i sin kritik: "Romanens alldeles för många sidor vidgar min förståelsehorisont ungefär lika mycket som titelns truism: ”Tillsammans är man mindre ensam”" och "Den är ett närmast katastrofalt pekoral, med en psykologisk trovärdighet i nivå med Fem-böckerna – och en lika hög kvot äppelkäcka tanter. Det är förutsägbar feel good-litteratur för ynkryggar som inte orkar se livet annat än som en töntig romantisk komedi."